# ديف بيتس
ديف بيتس هو طبال كندي، ولد في 30 نوفمبر 1957 في تورونتو في كندا.

## وصلات خارجية
- ديف بيتس على موقع ميوزك برينز (الإنجليزية)